# Nouvelle Donne (film)
Pour les articles homonymes, voir Reprise (homonymie) et Nouvelle donne.
Pour plus de détails, voir Fiche technique et Distribution.
Nouvelle Donne (Reprise) est un film norvégien réalisé par Joachim Trier, sorti en Norvège en 2006.
C’est le premier film de la trilogie d'Oslo, il est suivi par Oslo, 31 août et Julie (en 12 chapitres), du même réalisateur.

## Synopsis
Erik et Phillip essaient tous deux de devenir écrivains. Mais alors que le manuscrit d'Erik est refusé, celui de Phillip est publié et le jeune homme devient du jour au lendemain un romancier très connu de la culture norvégienne. Six mois plus tard, Erik et ses amis vont chercher Phillip à sa sortie de l'hôpital psychiatrique. Phillip ne veut plus entendre parler de littérature, mais Erik n'a pas abandonné et essaie de le convaincre de se remettre à écrire.

## Fiche technique
- Titre : Nouvelle Donne
- Titre original : Reprise
- Réalisation : Joachim Trier
- Scénario : Joachim Trier et Eskil Vogt
- Production : Karin Julsrud
- Musique : Ola Fløttum et Knut Schreiner
- Photographie : Jakob Ihre
- Pays d'origine : Norvège
- Format : Couleur - Dolby Digital - 35mm
- Genre : Drame
- Durée : 105 minutes
- Dates de sortie : 
  - 8 septembre 2006 (Norvège)
  - 11 juin 2008 (France)
- Public : Accord parental souhaitable

## Distribution
- Anders Danielsen Lie : Phillip
- Espen Klouman-Høiner (en) : Erik
- Viktoria Winge : Kari
- Odd-Magnus Williamson (en) : Morten
- Pål Stokka : Geir
- Christian Rubeck : Lars
- Silje Hagen : Lillian
- Rebekka Karijord : Johanne
- Thorbjørn Harr : Mathis Wergeland
- Sigmund Sæverud (no) : Sten Egil Dahl
- Henrik Elvestad : Henning
- Henrik Mestad : Jan Eivind
- Tone Danielsen (en) : Inger, la mère de Phillip

## Distinctions
- Festival international du film de Karlovy Vary 2006 : meilleur réalisateur
- Festival du cinéma nordique de Rouen 2007 : Grand prix du jury, Prix du public et Prix de l'association cinéphile « Le deuxième souffle ».
- Prix Amanda 2007 : meilleur film, meilleur réalisateur et meilleur scénario